# 19774 Diamondback
19774 Diamondback è un asteroide della fascia principale. Scoperto nel 2000, presenta un'orbita caratterizzata da un semiasse maggiore pari a 2,653336 UA e da un'eccentricità di 0,240625, inclinata di 11,068987° rispetto all'eclittica.
L'asteroide prende il nome dalla mascotte dell'Università del Maryland, la tartaruga dal dorso di diamante, e dal giornale studentesco dell'università. Il nome rende omaggio agli studenti che hanno studiato l'asteroide e condotto ricerche sulla sua curva di luce e sul suo periodo di rotazione durante il corso ASTR 315 del 2025 presso l'Università.